# Język żmudzki
Język żmudzki (żmudz. žemaitiu ruoda; lit. žemaičių tarmė, žemaičių kalba) – język bałtycki używany na Żmudzi w zachodniej części Litwy. Jego status nie doczekał się konsensusu: część językoznawców rozpatruje go jako dialekt, odmianę regionalną języka litewskiego, inni zaś uznają go za osobny język bałtycki. Pogląd o odrębności języka żmudzkiego zyskuje w ostatnich latach na znaczeniu; podjęto działania w kierunku standaryzacji i popularyzacji pisanej formy tego języka, odrębnej od języka ogólnolitewskiego. Niemniej pisany żmudzki używany jest rzadko, w roli języka literackiego występuje przede wszystkim język litewski.
O wielkości różnic między językiem żmudzkim i litewskim świadczy to, że z jednego na drugi trzeba było tłumaczyć, o czym świadczy wzmianka z 1595 roku Mikołaja Daukszy, który napisał: „Doszły uszu moich słowa niejednego, co mówi: »nie rozumiem katechizmu przetłumaczonego przez ks. JM Daukszę, kanonika żmudzkiego, boć tłumaczył on go po żmudzku i proszono mnie, abym go na litewski przełożył«”.
Określenie „język żmudzki” bywa także odnoszone do szesnastowiecznego języka litewskiego, który sam w sobie nie powinien być mylony ze żmudzkim.

## Alfabet
Alfabet języka żmudzkiego:
| A a | [ā]  | Ā ā | [ėlguojė ā] | B b | [bė] | C c | [cė]      | Č č | [čė]        | D d | [dė]        | E e | [ē]         | Ē ē | [ėlguojė ē] |
| Ė ė | [ė̄]  | Ė̄ ė̄ | [ėlguojė ė̄] | F f | [ėf] | G g | [gė, gie] | H h | [hā]        | I i | [ī]         | Ī ī | [ėlguojė ī] | J j | [jot]       |
| K k | [kā] | L l | [ėl]        | M m | [ėm] | N n | [ėn]      | O o | [ō]         | Ō ō | [ėlguojė ō] | P p | [pė]        | R r | [ėr]        |
| S s | [ės] | Š š | [ėš]        | T t | [tė] | U u | [ū]       | Ū ū | [ėlguojė ū] | V v | [vė]        | Z z | [zė, zet]   | Ž ž | [žė, žet].  |